# スピカ (雑誌)
『comicスピカ』（コミックスピカ）は、幻冬舎コミックスから発行されていた漫画雑誌。毎月28日頃発売。

## 概要
もともとは『コミックバーズ』増刊誌として、2003年10月に『ミステリービィストリート』からの移籍作品で創刊されるが、2004年1月発売のVol.2で廃刊になる。2004年4月からは、ウェブコミック誌として7ヶ月間無料配信された。その後は、WebコミックGENZOで、『幻蔵』『MAGNA』（MAGNAのみ無料で閲覧可能）とセットになって税込210円で配信されていた。2008年12月26日からは、『スピカ』と『幻蔵』がワンパッケージの『Webスピカ』となり、Macintoshにも対応した。
2011年10月、ウェブコミック誌とは別雑誌として『comicスピカ』というA5版の月刊誌が創刊された。同誌は『webスピカ』の「姉妹誌」として誕生したものだが、『webスピカ』の2012年6月号と『comicスピカ』のno.10から統合され1冊の雑誌になり、『webスピカ』の連載陣は『comicスピカ』に移籍した。
2015年3月発売のNo.42を以って休刊することが発表され、連載作品は雑誌『月刊バーズ』とWebコミックサイト『デンシバーズ』へ移行する。

## 連載作品
※ 『コミックスピカ』No.42（2015年3月発売）ISBN 9784344833951
- うつゆり（阿部川キネコ）
- 地獄博士とネコ（御茶漬海苔）
- ピリオド（山田ロック）
- まんがの教室（目野真琴）

### 月刊バーズへ移籍
- Under the Rose（船戸明里）※『ミステリービィストリート』より移籍。『スピカ』より継続。
- バリエ ガーデン（木々）
- トコナツ（月子）
- 私・空・あなた・私（いくえみ綾）
- いとめぐりの素描（青井秋）
- 猪吉とたま（くるねこ大和）
- 昨夜のカレー、明日のパン（原作：木皿泉　作画:渡辺ペコ）
- Hobgoblin（つばな）
- モアザンワーズ（絵津鼓）
- みみここもも（ 美川べるの）
- むかしのはなし（作画：西田番、原作：三浦しをん）
- わたしは真夜中（糸井のぞ）

### デンシバーズへ移籍
- 江戸モアゼル（キリエ）
- 結婚相手ってどこに落ちてるの？（花津ハナヨ）
- 交番PB（石川チカ）
- 新堂家の事情（村上真紀）
- 代官山町沖３哩（岡井ハルコ）
- 探偵少女アリサの事件簿　溝ノ口より愛をこめて（原作：東川篤哉 作画：森ゆきなつ）
- なめこ文學全集 なめこでわかる名作文学（小鳩まり）
- ぼくたちダイアリー（原作：七尾すず 作画：山本小鉄子）
- ひとりじめプリマヴェラ（椿）

## 連載終了作品

### あ行
- 愛し愛され。（やしきゆかり）
- アルファメリック（宏橋昌水）
- いとしのニーナ（いくえみ綾） - 隔月連載。
- 癒楽師の森（谷朋）
- ウルトラパニック（斎藤岬）
- EXIT（藤田貴美）
- M -エム-（新井理恵）
- エリュシオン（市東亮子）
- お母さんを僕にください（新井理恵）
- 臆病な子猫（やしきゆかり）

### か行
- かげふみさん（小路啓之） - 『幻蔵』より移籍。
- 彼女色の彼女（作画：やしきゆかり、原作：あおい）
- ガラスの麒麟（碧也ぴんく、原作：加納朋子）
- カラマーゾフの兄弟（及川由美）
- 机上意思マスター（新井理恵）
- Quo Vadis -クオ・ヴァディス-（作画：佐伯かよの、原作：新谷かおる） - 『幻蔵』より移籍、2007年3月号-2009年1月号、『コミックバーズ』へ移籍。
- グラビテーション EX.（村上真紀）
- ゴージャス・カラット（氷栗優）※『ミステリービィストリート』より移籍。
- KOBAN（石川チカ）
- Call me by name -Miku-（水元ローラ）
- C-R-O-S-S 聖討伐隊レイ＆サキ（作画：トリイアツコ、原作：辻友貴）
- こいし恋いし（群青）
- 氷の華（作画：東城和実、原作：天野節子）：2008年10月号-
- 黒甜ばくや薬笥ノ帖（群青）
- 小姓のおしごとリターンズ!（松山花子）

### さ行
- 出張!おばさんとトメ（くるねこ大和）
- 死神探偵と幽霊学園（斎藤岬）
- 柴さん生活 - 高倉あつこ
- 侵食KiSS（東山和子）※『ミステリービィストリート』より移籍。
- 過ぎる十七の春（作画：山本小鉄子、原作：小野不由美）
- ストローブ卿夢幻館へようこそ（市東亮子）
- スプリング・ヒルの住人（高野宮子）
- ゼロ（藤田貴美）

### た行
- Dark Seed（紺野キタ）
- ちびさんデイト（日丸屋秀和） - 『コミックバーズ』から移籍。
- 償い（作画：太田紅美、原作：矢口敦子）
- つづきはまた明日（紺野キタ）
- デアマンテ〜天領華闘牌〜（碧也ぴんく）
- てのひらのパン（KUJIRA）
- トーチソング・エコロジー（いくえみ綾）
- 殿様とトラ 幼少篇（くるねこ大和）

### は行
- ハニースウィート・キッチン（山本小鉄子）
- ばら色の人生（高野宮子）
- 日なたのヒヨコ（やしきゆかり）
- 姫様の花束（碧也ぴんく）
- 姫武将政宗 ぼんたん!!（阿部川キネコ） - 『幻蔵』より移籍。
- 普通の人々（松山花子）
- ぼくのチャーミィフレッシュ（有間しのぶ）

### ま行
- 魔術使いシド&リドシリーズ（木々）
- 魔法未来の正体（羽央）
- 迷彩ハーレム（松山花子）
- 名探偵音野順の事件簿（作画：山本小鉄子、原作：北山猛邦）

### や行
- やぶとはなもも（有間しのぶ） - 隔月連載。
- やまだら（市東亮子） - 『幻蔵』より移籍。

### ら行
- ライオンヘッド★ハイスクール（吉池マスコ）
- LARRY IN A MANSION（作画：六本木綾、原作：猪俣ユキ）